# 샵메일
샵메일(#mail)이란, 공인전자주소(이메일의 구분기호 @ 대신 #을 사용)를 이용한 대한민국의 전자우편 서비스이다. 사용자를 확인하고 송수신, 열람상태 확인, 부인방지 및 내용증명을 제공하여, 계약서, 증명서, 고지서, 통지서 등의 개인정보보호를 요하는 분야, 법적효력이 필요한 분야, 문서보안이 필요한 분야 등에서의 사용을 목적으로 한다. 기존 이메일과는 주소체계, 암호화 등 보안체계, 본인인증체계, 통신프로토콜, 유통증명체계 등이 상이하며, 서로 호환되지 않도록 개발되었다. 샵메일을 송.수신하기 위해서는 공인전자문서중계자의 서비스를 이용하거나 샵메일 서버를 구축하여야 한다.
주무부처는 미래창조과학부로 정책을 수립하며, 정보통신산업진흥원은 공인전자주소 등록관리, 송.수신 사실 증명, 유통증명서의 발급을 담당한다. 공인전자문서중계자는 미래창조과학부의 지정을 받은 법인으로, 공인전자주소 등록대행 및 전자문서 송.수신 업무를 수행한다.
정보통신산업진흥원은 2012년 12월 사업도입 당시 2년 후인 2014년 약 480만 건의 주소등록이 이뤄질 것으로 예측했으나 실제 등록건수는 예상치의 3.4% 수준인 16만 건이며, 메일 유통건수 역시 예측치인 35억 건의 0.02%에 불과한 67만 건 수준이다. 정보통신산업진흥원이 샵메일 구축 사업에 사용한 예산은 2015년 9월 기준으로 82억8천600만원이다.

## 특징
송.수신 및 열람 사실을 증명하는 유통정보가 생성되어 전담기관(정보통신산업진흥원)에 보관 관리된다. 전담기관은 대통령령으로 정하는 방법과 절차에 따라 유통증명서를 발급하고, 이는 진정한 것으로 추정됨에 따라 법적 효력을 가진다. 샵메일 송수신시의 유통정보(공인전자주소, 송신.수신.열람일시, 본문및첨부파일 Hash값)가 정보통신산업진흥원에 보관되며, 송수신자의 요청시 유통정보를 가지고 유통증명서를 발급하여 법적 추정효력을 받도록 되어 있다.

## 공인전자주소 등록
등록관리기관(정보통신산업진흥원)을 대행하는 공인전자주소 등록대행기관(공인전자문서중계자)을 통하여 등록신청하며, 절차는 다음과 같다.
1. 공인전자주소 등록업무를 대행하는 등록대행기관(공인전자문서중계자)을 선택
2. 공인전자주소 등록신청자의 '본인확인 절차'를 진행
3. 공인전자주소 '등록가능 여부'를 확인한 후, 공인전자주소를 등록.신청
4. 전담기관(정보통신산업진흥원)은 '공인전자주소 등록기준'에 따라 신청된 공인전자주소를 심사 (등록기준 적합여부 확인)
5. 공인전자주소가 등록, 발급

공인전자주소는 특성값 유형에 따라 등록신청자의 신원을 확인한다.
- 특성값(국가 및 법인): 공인인증서(범용 또는 샵메일용), 공문(LDAP), 대면확인
- 특성값(사업): 공인인증서(사업자용 또는 대표자개인용), 대표자 휴대폰인증, 대면확인
- 특성값(개인): 공인인증서(범용 또는 샵메일용), 본인 휴대폰인증, 대면확인

## 비판

### 정부주도 기술개발과 특정기업 특혜 논란
국제 기술규격을 외면하고 기술적으로도 불안정한 특유의 시스템을 만든 후 특정업체에 서비스 권을 줘서 시장을 독과점하게 만드는 것에 대한 비판이 있다. 공인인증서의 경우, 금융감독원에서 강제하고, 금융결제원 등 서비스 업체가 이익을 챙기며, 금감원을 은퇴한 고위직이 금융결제원으로 내려가 감사로 재직하며 수억이 넘는 돈을 챙겼다는 의혹이 제기되고 있다. 이와 유사하게 고위직 공무원의 노후대책을 위한 정책 아니냐는 지적이다. 김형오 전 국회의장 보좌관 출신으로 한국정보인증 대표를 맡고 있는 고성학이 사업을 만든 인물로 지목되기도 했다.

### 사용 의무화 논란
정부 발주 사업이나 연구용역 과제에 참여하려면 기존 이메일 대신 샵메일을 사용해야 한다고 권고하고 있으나, 입찰하는 업체 입장에서는 샵메일 사용 권고가 의무로 받아들여질 수밖에 없어 사실상 강제라는 비판이 있다. 정부 계획 대비 성과가 미비하자 무리해서 실적을 끌어올리려 한다는 비판과 함께, 특히 소프트웨어 업계는 샵메일 의무화는 폐지 요구가 거세지고 있는 공인인증서를 부활시키는 제도라고 주장하고 있다.

### 사실상 실패 사업
2015년 9월 20일, 국회 미래창조과학방송통신위원회 소속 전병헌 의원은 샵메일의 이용실적이 예상보다 크게 떨어져 사실상 실패한 사업이라고 주장했다. 전 의원은 "시장 요구가 없던 것을 정부가 무리하게 밀어붙인 결과가 수치로 드러났다"며 "샵메일 사업은 지금이라도 실패라고 공식 인정하는 것이 향후 쓸모없는 예산 낭비를 줄일 수 있는 길"이라고 지적했다.